# Amtsgericht Hofheim in Unterfranken
Das Amtsgericht Hofheim in Unterfranken bestand von 1879 bis 1973 und war ein bayerisches Gericht der ordentlichen Gerichtsbarkeit mit Sitz in der Stadt Hofheim in Unterfranken.

## Geschichte
Anlässlich der Einführung des Gerichtsverfassungsgesetzes am 1. Oktober 1879 wurde ein Amtsgericht zu Hofheim errichtet, dessen Sprengel identisch mit dem vorherigen Landgerichtsbezirk Hofheim war und somit die Gemeinden Aidhausen, Altenmünster, Birkach, Birkenfeld, Birnfeld, Bundorf, Burgpreppach, Dippach, Ditterswind, Eichelsdorf, Ermershausen, Fitzendorf, Friesenhausen, Fuchsstadt, Gemeinfeld, Goßmannsdorf, Happertshausen, Hofheim, Hohnhausen, Ibind, Junkersdorf, Kerbfeld, Kimmelsbach, Lendershausen, Mailes, Manau, Neuses, Oberlauringen, Ostheim, Reckertshausen, Rügheim, Schweinshaupten, Stadtlauringen, Stöckach, Sulzbach, Sulzdorf, Ueschersdorf, Unfinden, Walchenfeld, Wettringen und Wetzhausen umfasste.
Übergeordnete Instanz war bis zum 1. April 1921 das Landgericht Schweinfurt, danach das Landgericht Bamberg.
Mit Wirkung vom 1. April 1925 vergrößerte sich der Hofheimer Gerichtssprengel um die Gemeinden Erlsdorf, Hellingen, Königsberg in Bayern und Nassach aus dem Bezirk des aufgehobenen Amtsgerichts Königsberg.
Mit Inkrafttreten des Gesetzes über die Organisation der ordentlichen Gerichte im Freistaat Bayern (GerOrgG) am 1. Juli 1973 wurde das Amtsgericht Hofheim in Unterfranken aufgehoben und dessen Bezirk wie folgt aufgeteilt:
- Altenmünster, Birnfeld, Fuchsstadt, Mailes, Oberlauringen, Stadtlauringen, Sulzdorf, Wettringen und Wetzhausen kamen als Bestandteil des neuen Landkreises Schweinfurt zum Amtsgericht Schweinfurt,
- die übrigen Gemeinden als Teil des jetzigen Landkreises Haßberge zum Amtsgericht Haßfurt.

## Gerichtsgebäude
Das Amtsgericht befand sich in einem dreigeschossigen Flachwalmdachhaus an der Landgerichtsstraße 12. Heute befindet sich in dem 1832 bis 1833 im klassizistischen Stil erbauten Gebäude das Landwirtschaftsamt.